# 台湾红豆
台湾红豆（学名：Ormosia formosana），为豆科红豆属下的一个种。其种加词“formosana”意为“台湾的”。